# Попов, Валерий Георгиевич
Вале́рий Гео́ргиевич Попо́в (род. 8 декабря 1939, Казань) — русский писатель, поэт и сценарист, инженер. Глава Союза писателей Санкт-Петербурга.

## Биография
В 1963 году окончил Ленинградский электротехнический институт, в 1970 году — сценарный факультет ВГИКа. С 1963 по 1969 год работал инженером.
Печатается с 1965 года.
Произведения Валерия Попова переведены на английский, венгерский, китайский, немецкий, польский, чешский языки.
Был членом Союза писателей СССР (с 1969). С 2003 года — председатель Союза писателей Санкт-Петербурга. Член и президент Санкт-Петербургского отделения Русского ПЕН-клуба. Член редколлегии журналов «Звезда», «Аврора», главный редактор журнала «Мансарда» (1996).
Составил совместно с Александром Образцовым сборник петербургского рассказа «На невском сквозняке» (изд. Петербургский писатель, 1998, ISBN 5-88986-008-9).
Является сквозным, сюжетообразующим персонажем в романе-пасквиле Станислава Шуляка «Инферно».

## Награды и премии

### Лауреат премий
- 1993 — имени С. Довлатова за лучший рассказ,
- 1994 — фонда «Знамя»,
- 1999 — «Северная Пальмира»,
- 1999 — «Золотой Остап»,
- 2001 — журнала «Знамя»,
- 2003 — журнала «Новый мир»,
- 2005 — журнала «Октябрь»,
- 2003 — имени И. П. Белкина,
- 2006 — «Царскосельской премии»,
- 2009 — «Новой Пушкинской премии»,
- 2013 — премии Правительства РФ в области культуры за книгу «Плясать до смерти»,
- 2014 — премии Правительства Санкт-Петербурга за книгу серии ЖЗЛ «Дмитрий Лихачёв»,
- 2015 — премии имени Гоголя за книгу серии ЖЗЛ «Зощенко».
- 2019 — премия «За вклад в литературу» («Большая книга»).

### Награды
- 2003 — Медаль «В память 300-летия Санкт-Петербурга»,
- 2010 — Орден Дружбы (20 апреля 2010 года) — за заслуги в развитии отечественной культуры и искусства, многолетнюю плодотворную деятельность[3][4],
- 2014 — Знак отличия «За заслуги перед Санкт-Петербургом»,
- 2016 — Медаль Пушкина (26 декабря 2016 года) — за заслуги в развитии отечественной культуры и искусства, многолетнюю плодотворную деятельность[5].
- 2020 — Благодарность Президента Российской Федерации (20 ноября 2020 года) — за вклад в организацию и проведение мероприятий по увековечению памяти и празднованию 100-летия со дня рождения Д. А. Гранина[6].
- 2023 — Орден «За заслуги в культуре и искусстве» (24 мая 2023 года) — за вклад в развитие отечественной культуры и искусства, многолетнюю плодотворную деятельность[7].

## Критика
Попов пишет увлекательно, захватывая читателя с самого начала необыкновенными событиями, живыми диалогами, отражая в прозе разные ситуации советского быта. В своих повестях Попов соединяет отдельные эпизоды, не подчиняя их единому связующему сюжету. Его позиция рассказчика определяется иронической дистанцией, порой сарказмом и насмешливостью.Казак В.

## Взгляды
В интервью «Российской газете» на вопрос корреспондента о том, что нужно сделать, чтобы люди снова полюбили книгу, Попов ответил коротко: «Лучше писать». По его мнению, современные книги выпускаются слишком легко, в них нет «ни души, ни тела», их сюжеты вторичны, а авторы ничем не примечательны.

## Книги
- 1969 — «Ти-ви»: (Рассказы о телевидении) / рис. О. Зуева; оформ. З. Бордзиловской
- 1969 — «Южнее, чем прежде» / ил. В. Н. Шульги
- 1969 — «Это именно я» (сценарий)
- 1975 — «Ти-ви»: (Рассказы о телевидении) / ил. М. Беломлинского и В. Прошкина. — 2-е изд.
- 1976 — «Нормальный ход» / худож. Л. Авидон
- 1981 — «Жизнь удалась» / худож. Л. Авидон
- 1984 — «Нас ждут» / рис. Ф. Волосенкова
- 1985 — «Две поездки в Москву» / худож. Э. Соловьева
- 1988 — «Новая Шахерезада» / худож. Э. Соловьева
- 1989 — «Слишком сильный» / рис. О. Маркиной
- 1991 — «Иногда промелькнёт» (автобиографическая повесть)
- 1991 — «Праздник Ахинеи»
- 1991 — «Тёмная комната» (повести «Тёмная комната», «Похождения двух горемык», «Стоп-кадр», ISBN 5-08-000089-9)
- 1992 — «Любовь тигра»
- 1994 — «Будни гарема»
- 1996 — «Разбойница»
- 1997 — «В городе Ю.»
- 1998 — «Грибники ходят с ножами»
- 2001 — «Чернильный ангел»
- 2003 — «Евангелие от Магдалины»
- 2004 — «Третье дыхание». — М.: Эксмо. — 336 с. — 3100 экз. — ISBN 5-699-07084-2.
- 2004 — «В Израиль и обратно. Путешествие во времени и пространстве»
- 2006 — «Комар живёт, пока поёт»
- 2006 — «Избранные»
- 2007 — «Культовый Питер»
- 2007 — «Тетрада Фалло» (в соавторстве с А. Шмуклер)
- 2008 — «Горящий рукав. Проза жизни». — М.: Вагриус. — 496 с. — 3000 экз. — ISBN 978-5-235-0548-7.
- 2010 — «Довлатов». — 2-е изд. — М.: Молодая гвардия. — 355 с. — (Жизнь замечательных людей: Малая серия). — ISBN 978-5-235-03408-2.
- 2012 — «Плясать до смерти». — М.: Астрель. — 384 с. — 3000 экз. — ISBN 978-5-271-41576-0.
- 2013 — «Все мы не красавцы». — М.: Самокат. — 160 с. — 3000 экз. — ISBN 978-5-91759-096-7, 978-5-91759-184-1.
- 2014 — «Дмитрий Лихачёв». — М.: Молодая гвардия. — 304 с. — (Жизнь замечательных людей). — 3000 экз. — ISBN 978-5-235-03760-1.
- 2014 — «Излишняя виртуозность»
- 2014 — «Безумное плавание»
- 2014 — «Мой Петербург»
- 2015 — «Довлатов». — М.: Молодая гвардия. — 368 с. — (Жизнь замечательных людей). — ISBN 978-5-235-03843-1.
- 2015 — «Зощенко». — М.: Молодая гвардия. — 528 с. — (Жизнь замечательных людей). — 4000 экз. — ISBN 978-5-235-03786-1.
- 2018 — «За грибами в Лондон». — М.: Эксмо. — 480 с. — (Большая литература. Валерий Попов). — ISBN 978-5-04-090793-9.[10]
- 2021 — «Мы не рабы» — Лимбус Пресс. — 384 с. ISBN 978-5-8370-0771-2.
- 2022 — «Любовь эпохи ковида» — Лимбус Пресс. — 288 с. ISBN 978-5-8370-0889-4.
- 2023 — «Последнее безумное поколение» — Лимбус Пресс. — 224 с. ISBN 978-5-604-78843-1.
- 2023 — «Выдумщик» — АСТ — 448 с. ISBN 978-5-17-161244-3.

## Фильмография
| Год  |   | Название               | Сценарист |
| ---- | - | ---------------------- | --------- |
| 1974 | ф | Пятёрка за лето        | Да        |
| 2008 | ф | «Осторожно, дети»      | Да        |
| 2014 | ф | «Тайна тёмной комнаты» | Да        |